# Faustkeil aus der Goitzsche
Der Faustkeil aus der Goitzsche ist, wie die meisten der bis zum Jahr 2012 etwa 40 bekannten Faustkeile in Sachsen-Anhalt, flach und weist parallel verlaufende Flächen auf. Das Artefakt stammt aus der namensgebenden Goitzsche, einem ehemaligen, rund 760 ha großen Auenwald, der sich etwa 5 km südöstlich von Bitterfeld erstreckte. Das Gerät besteht aus grauem Feuerstein; es ist symmetrisch gestaltet, auf beiden Flächen bearbeitet und ellipsoid. Entstanden in der Weichsel-Kaltzeit wird es dem Neandertaler zugeordnet. Damit ist das Gerät einer der jüngsten Faustkeile des Landes, allerdings auch der größte. Gefunden wurde er von Günther Lochner.

## Bedeutung
Faustkeile zählen in Sachsen-Anhalt zu den seltenen altsteinzeitlichen Funden, anders als in anderen Bundesländern. Der Faustkeil aus der Goitzsche aus der Spätzeit der Neandertaler stellt darüber hinaus nicht nur einen der größten Vertreter seiner Art dar, sondern er zeugt von außergewöhnlicher Kunstfertigkeit, und er stellt in seiner Epoche geradezu ein „Meisterwerk“ dar (lt. Landesamt für Denkmalpflege und Archäologie Sachsen-Anhalt). Daher wurde er von wissenschaftlicher Seite aus der Gruppe der im Lande raren Stücke noch einmal durch eine extensive Untersuchung und eine entsprechende textliche und bildliche Darstellung durch das aufbewahrende Museum hervorgehoben.

## Abmessungen, Bearbeitungsspuren
Das Gerät wiegt 395,5 g und misst 16,3 cm in der Länge, in der Breite nur 8,9 cm bzw. in der Dicke nur 2,8 cm. Die obere Kante ist abgerundet und leicht ausgesplittert. Sie ist etwas dünner als der mittlere Teil des Stücks und weist auf der Ventralseite den Rest einer leicht verwitterten Abschlagfläche auf, die älter zu sein scheint. Das untere Ende des Faustkeils läuft dicker und spitzer zu, auf beiden Seiten sind recht große Abschläge abgetrennt worden. Die Dorsalfläche ist etwas ausgeprägter konvex gestaltet als die Ventralfläche, auf der Abhebungen vorgenommen wurden. 
Die Kanten wurden – außer im Randbereich und im oberen Drittel der rechten Kante – alternierend bearbeitet. Die linke Kante wurde dabei gröber als die rechte zugerichtet und weist eine Art Wellenlinie auf. Die obere und die rechte Kante wurden als Schneide fein nachbearbeitet. Vereinzelte Restbereiche weisen darauf hin, dass die Feinbearbeitung der Seiten womöglich nicht abgeschlossen wurde. Auf der Ventralseite wurden im oberen rechten Bereich beim Schlagen zwei kleine Hohlräume freigelegt. Trotz dieser Unfertigkeit scheint der Faustkeil benutzt worden zu sein. Die Form ähnelt zwei Faustkeilen aus Barleben (Landkreis Börde) und Mosigkau sowie Stücken aus dem Kieswerk Löbnitz in Sachsen.

## Aufbewahrungsort
Der Faustkeil befindet sich in der paläolithischen und mesolithischen Sammlung des Landesamtes für Denkmalpflege und Archäologie Sachsen-Anhalt zu Halle. Im Juni 2015 wurde das Gerät als „Find of the Month“ präsentiert.